# Vito Latis
Vito Latis (Firenze, 29 luglio 1912 – Albavilla, 3 gennaio 1996) è stato un architetto italiano.

## Biografia
Nato a Firenze nel 1912 e laureato al Politecnico di Milano nel 1935, è stato assistente di ruolo al corso di elementi di disegno architettonico. Nel 1936 fonda il proprio studio d'architettura. Partecipa più volte alla Triennale di Milano tra il 1936 e il 1954.
Negli anni della seconda guerra mondiale, essendo ebreo è licenziato dal Politecnico e perseguitato a causa delle leggi razziali, si rifugia in Svizzera, dove entra a fare parte del Bureau Technique de la Reconstruction di Zurigo (1944-1945). Rientrato in Italia, è membro dell'Istituto nazionale di urbanistica e della commissione del Comune di Milano per lo studio del piano regolatore cittadino (1947-1948).
Nel biennio 1952-1953 è presidente del Movimento di Studi per l'Architettura. Nel 1955, associatosi con il fratello Gustavo, apre lo studio Latis, dove collaborano anche la sorella designer Marta Latis e l'architetta svedese Margareta Tingdal, che diventa sua moglie quello stesso anno.
Muore il 3 gennaio 1996 nella sua abitazione ad Albavilla, nella provincia di Como.